# HMS Trent (P224)
Pour les autres navires du même nom, voir HMS Trent.
Le HMS Trent (pennant number : P224) est un patrouilleur hauturier du lot 2 de la classe River, nommé d’après le fleuve Trent. Il s’agit du sixième navire en service dans la Royal Navy nommé Trent, et du troisième navire du lot 2 de la classe River à être mis en service.

## Conception
Le 6 novembre 2013, il a été annoncé que la Royal Navy avait signé un accord de principe pour construire trois nouveaux patrouilleurs hauturiers, basés sur la conception de la classe River, à un prix fixe de 348 millions de livres sterling, y compris les pièces de rechange et le soutien. En août 2014, BAE Systems a signé le contrat de construction des navires, qui doit se faire sur la Clyde en Écosse. Le Ministère de la défense a déclaré que les navires du lot 2 peuvent être utilisés pour des tâches de police telles que « la lutte contre le terrorisme, la piraterie et la contrebande ». Selon BAE Systems, les navires sont conçus pour se déployer à l’échelle mondiale, effectuant des tâches actuellement menées par des frégates et des destroyers.
L’acier a commencé à être découpé le 7 octobre 2015 au chantier naval de BAE Systems de Govan à Glasgow, marquant ainsi le début de la construction du Trent. Le Trent a été officiellement nommé – l’équivalent d’un lancement traditionnel – sur la rive sud de la Clyde au chantier de Govan de BAE le 13 mars 2018. Il a achevé ses premiers essais en mer en juin de l’année suivante et a fait sa première entrée dans le port de Portsmouth le 19 décembre 2019.

## Engagements
Il a été mis en service le 3 août 2020, et déployé en mer Méditerranée dans le cadre de l’opération Sea Guardian de l’OTAN, avant de retourner au Royaume-Uni en septembre.
Le livre blanc sur la défense de 2021 annonçait que le HMS Trent serait basé en permanence à Gibraltar pour des opérations en Méditerranée et dans le golfe de Guinée. Le HMS Trent est arrivé à Gibraltar en avril 2021.
Le 24 décembre 2023, le ministère britannique de la défense annonce le déploiement du HMS Trent au Guyana pour soutenir cette ancienne colonie britannique, membre du Commonwealth. En effet, depuis près de deux siècles le Venezuela revendique le territoire d'Essequibo, riche en pétrole et administré par le Guyana, et en 2023, le président venezuelien a annoncé vouloir "reconquérir" cette région.